# David Feest

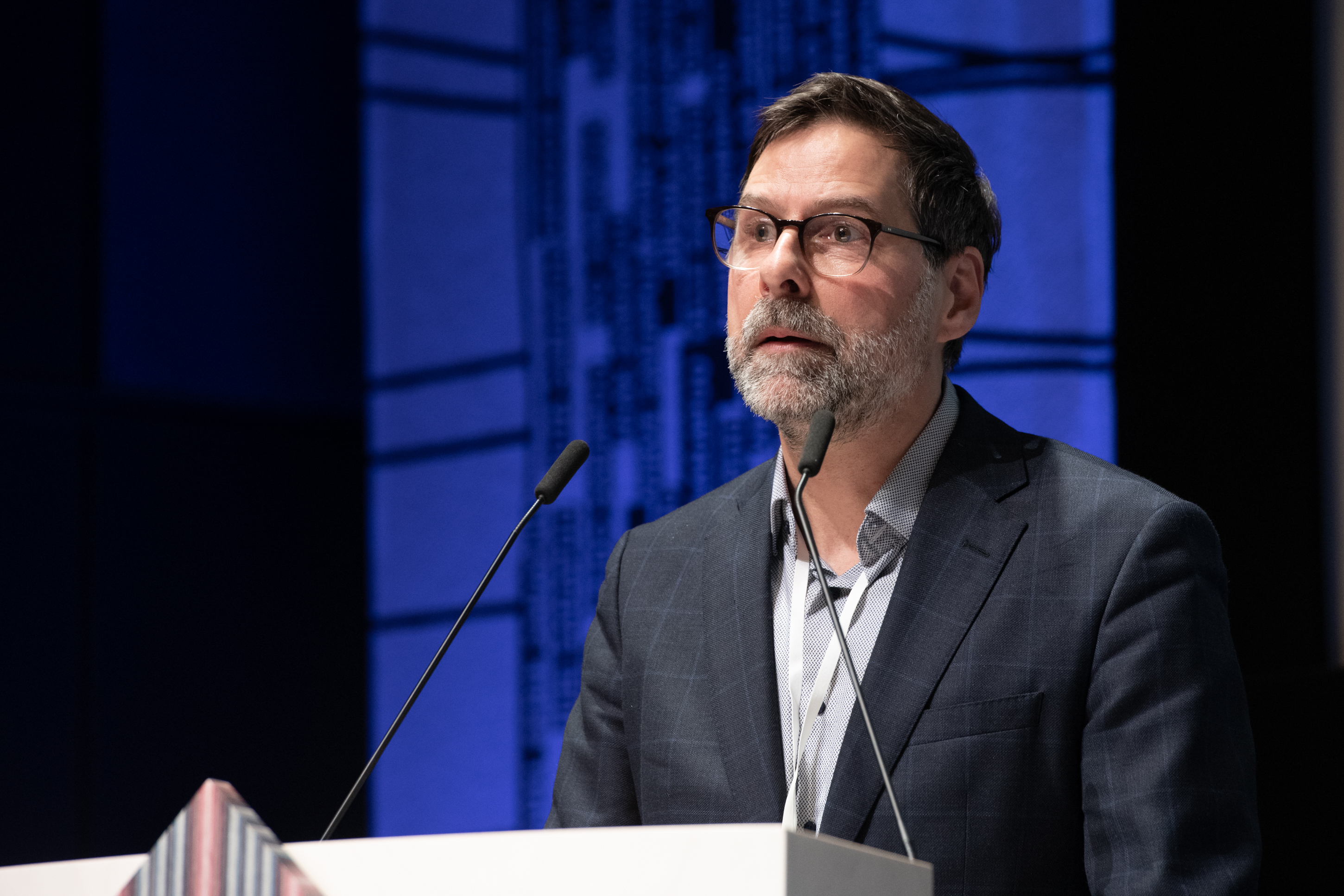
David Feest (2020)

David Feest (* 1969) ist ein deutscher Historiker und Privatdozent für Osteuropäische Geschichte.

## Leben und Wirken
Feest studierte Osteuropäische Geschichte, Philosophie sowie Mittlere und Neuere Geschichte an der Georg-August-Universität Göttingen sowie der Universität Tartu in Estland. In Göttingen promovierte er 2004 mit einer Dissertation über die Sowjetisierung des estnischen Dorfes 1944–1953. Die Habilitation erfolgte elf Jahre später an der Humboldt-Universität zu Berlin. Thema der Arbeit war diesmal die bäuerliche Selbstverwaltung in Russland zwischen 1834 und 1889.
Von 2004 bis 2007 war Feest Koordinator des Sonderforschungsbereichs Repräsentationen sozialer Ordnung im Wandel, von 2007 bis 2012 Wissenschaftlicher Mitarbeiter am Lehrstuhl für Osteuropäische Geschichte in Göttingen. 2012 bis 2013 unterrichtete er an der Humboldt-Universität, 2013 bis 2014 koordinierte er ein Projekt an der Gedenkstätte Berlin-Hohenschönhausen, in dem es um die bessere Unterstützung von politisch Verfolgten im ehemaligen Ostblock ging. Seit 2014 ist Feest Wissenschaftlicher Mitarbeiter am Nordost-Institut der Universität Hamburg und Privatdozent an dieser Hochschule. Eine Lehrstuhlvertretung führte ihn im Wintersemester 2016/17 zurück an die Universität Göttingen.
Feest forscht über das späte Zarenreich (19. und beginnendes 20. Jahrhundert) und die Sowjetunion, vor allem aber über die Geschichte der baltischen Staaten seit Abschluss des Hitler-Stalin-Pakts. Neben Herrschafts- und Sozialgeschichte interessiert er sich dabei besonders für Erinnerungskultur sowie symbolische Repräsentation im Kontext von nationaler Identität und Geschichtsbewusstsein.
Seit 2017 ist David Feest Vorstandsmitglied im Verband der Osteuropahistorikerinnen und Historiker e. V. sowie Mitglied im Herausgeberkollegium der estnischen historischen Fachzeitschrift Ajalooline Ajakiri. 2001 wurde er Ordentliches Mitglied und 2011 Vorstandsmitglied in der Baltischen Historischen Kommission.

## Schriften (Auswahl)
- Terror und Gewalt auf dem Estnischen Dorf. In: Osteuropa 50 (2000), S. 656–671.
- Zwangskollektivierung im Baltikum. Die Sowjetisierung des estnischen Dorfes 1944–1953 (= Beiträge zur Geschichte Osteuropas 40), Böhlau, Köln, Weimar und Wien 2007, ISBN 978-3-412-06706-9.
- Ethnische Spaltung, nationale Konsolidierung: die Folgen des Hitler-Stalin Paktes im Baltikum. In: Osteuropa 59 (2009), S. 187–2001.
- mit Jens Hacke u. a.: Dem Anderen begegnen. Eigene und fremde Repräsentationen in sozialen Gemeinschaften (= Eigene und Fremde Welten 10), Campus-Verlag, Frankfurt am Main und New York 2009, ISBN 978-3-593-40521-6.
- Repräsentationen und Konstruktionen. Wie viel Erkenntnistheorie braucht die Geschichtswissenschaft? In: Jörg Baberowski: Arbeit an der Geschichte. Wie viel Theorie braucht die Geschichtswissenschaft? (= Eigene und fremde Welten 18), Campus-Verlag, Frankfurt am Main 2009, ISBN 978-3-593-39149-6.
- Von den Restgütern zu den Sowchosen in Estland 1939–1953. Dokumentensammlung (= Schriften der Baltischen Historischen Kommission 15), LIT Verlag, Berlin und Münster 2010, ISBN 978-3-643-10717-6.
- Die vergessene Revolution. Der Umsturz von 1940 in der Erinnerungskultur der baltischen Sowjetrepubliken. In: Rudolf Jaworski: Erinnern mit Hindernissen. Osteuropäische Gedenktage und Jubiläen im 20. und zu Beginn des 21. Jahrhunderts, LIT-Verlag, Berlin 2011, ISBN 3-643-10816-8, S. 179–200.
- Vorbild oder abschreckendes Beispiel? Der „Baltische Weg“ in der Agrarpolitik des Russländischen Imperiums. In: Forschungen zur baltischen Geschichte 9 (2014), S. 134–151.
- mit Agnieszka Pufelska: Vom Weltkrieg zum Bürgerkrieg. In: Blickwechsel. Magazin für deutsche Kultur und Geschichte im östlichen Europa 6 (2018), S. 48–49.
- mit Lutz Häfner: Die Zukunft der Rückständigkeit: Chancen – Formen – Mehrwert. Festschrift für Manfred Hildermeier zum 65. Geburtstag, Böhlau, Köln, Weimar und Wien 2016, ISBN 978-3-412-21593-4.
- Baltic German perceptions of belonging in the nineteenth and twentieth century. In: Journal of Baltic studies 48,1 (2017), S. 1–98.
- Klaus Scheel, Estlands ungekrönter König. Eine biographische Skizze., Nordost-Institut, Lüneburg 2017.
- Ordnung schaffen. Bäuerliche Selbstverwaltungen und Obrigkeit im ausgehenden Zarenreich (1834–1889) (= Forschungen zur osteuropäischen Geschichte 83), Harrassowitz Verlag, Wiesbaden 2018, ISBN 978-3-447-19547-8.
- Wer wollen wir sein? Identitätsordnungen in Estland nach der Februarrevolution 1917. In: Nordost-Archiv 30 (2021), S. 17–44.